# Draculoides noctigrassator
Espèce
Draculoides noctigrassator est une espèce de schizomides de la famille des Hubbardiidae.

## Distribution
Cette espèce est endémique du Pilbara en Australie-Occidentale. Elle se rencontre à 44 kilomètres au sud-sud-est de Pannawonica dans le Bungaroo South.

## Description
Le mâle holotype mesure 3,46 mm, les mâles mesurent de 3,06 à 4,04 mm.

## Systématique et taxinomie
Cette espèce a été décrite par Abrams et Harvey en 2020.

## Publication originale
- Abrams, Huey, Hillyer, Didham & Harvey, 2020 : « A Systematic Revision of Draculoides (Schizomida: Hubbardiidae) of the Pilbara, Western Australia, Part I: the Western Pilbara. » Zootaxa, no 4864(1), p. 1-75.